# Mark Ruffalo
Mark Alan Ruffalo (Kenosha, Wisconsin, 22 de noviembre de 1967) es un actor, actor de voz, productor y director estadounidense. Inició su carrera como actor en los años 1990 apareciendo en varias series de televisión y películas con papeles menores hasta que logró reconocimiento con la película You Can Count On Me (2000). Más tarde, protagonizó comedias románticas como Eternal Sunshine of the Spotless Mind (2004), 13 Going on 30 (2004) y Dicen por ahí... (2005), así como los suspensos Zodiac (2007) y Shutter Island (2010); también ganó reconocimiento en el teatro gracias a su participación en la obra Awake and Sing!, con la que fue nominado a los premios Tony de 2006.
A lo largo de los años 2010, Ruffalo apareció en distintas películas que recibieron buenas críticas, entre estas The Kids Are All Right (2010), Foxcatcher (2014) y Spotlight (2015), con las cuales logró tres nominaciones a los premios Óscar como mejor actor de reparto. Asimismo, protagonizó y produjo la película para televisión The Normal Heart, que le valió un Emmy. Además de ello, interpretó al personaje de Bruce Banner / Hulk en el Universo cinematográfico de Marvel como protagonista en las películas The Avengers (2012), Avengers: Age of Ultron (2015), Thor: Ragnarok (2017), Avengers: Infinity War (2018) y Avengers: Endgame (2019), que resultaron ser éxitos en taquilla. 
Otros proyectos que ha protagonizado son las películas Now You See Me (2013), Now You See Me 2 (2016) y Dark Waters (2019), así como la miniserie I Know This Much Is True, que le valió un segundo Emmy y su primer Globo de Oro. 
Ruffalo está casado desde el año 2000 con la actriz Sunrise Coigney, con quien tiene tres hijos y reside en la ciudad de Nueva York.

## Biografía

### 1967-1999: primeros años e inicios en la actuación
Mark Alan Ruffalo nació el 22 de noviembre de 1967 en la ciudad de Kenosha, en el estado de Wisconsin (Estados Unidos), hijo de Frank Lawrence Ruffalo Jr., un albañil, y Marie Hébert, una estilista. Es el mayor de cuatro hermanos; tiene dos hermanas menores llamadas Tania y Nicole, así como un hermano menor llamado Scott. Tiene ascendencia italiana por sus dos padres; sus ancestros paternos provenían de Girifalco (Calabria), mientras que por su lado materno tiene también origen franco-canadiense. Aunque de joven padeció de dislexia y déficit de atención, aseguró que su infancia fue mayormente feliz y tiene buenos recuerdos de Wisconsin. Cuando cumplió 14 años, su familia se mudó a Virginia Beach (Virginia) por una oportunidad de trabajo de su padre y allí estudió en la First Colonial High School hasta su graduación en 1984. Tras esto, su familia se mudó a la costa oeste de los Estados Unidos, concretamente al estado de California, donde vivieron en San Diego por un corto tiempo hasta finalmente asentarse en Los Ángeles.
Ruffalo fue uno de los primeros alumnos de la Stella Adler Studio of Acting, una escuela de actuación fundada por la actriz Stella Adler en 1985. Durante este tiempo, trabajó como barman mientras trataba de obtener oportunidades en el mundo de la actuación. Su debut en la televisión fue con una breve aparición en el programa CBS Summer Playhouse en 1989 y a lo largo de los años 1990 actuó en filmes como Mirror, Mirror 2: Raven Dance (1994), The Dentist (1996) y Ride with the Devil (1999).

### 2000-2011: éxito en el cine independiente e incursión en el teatro

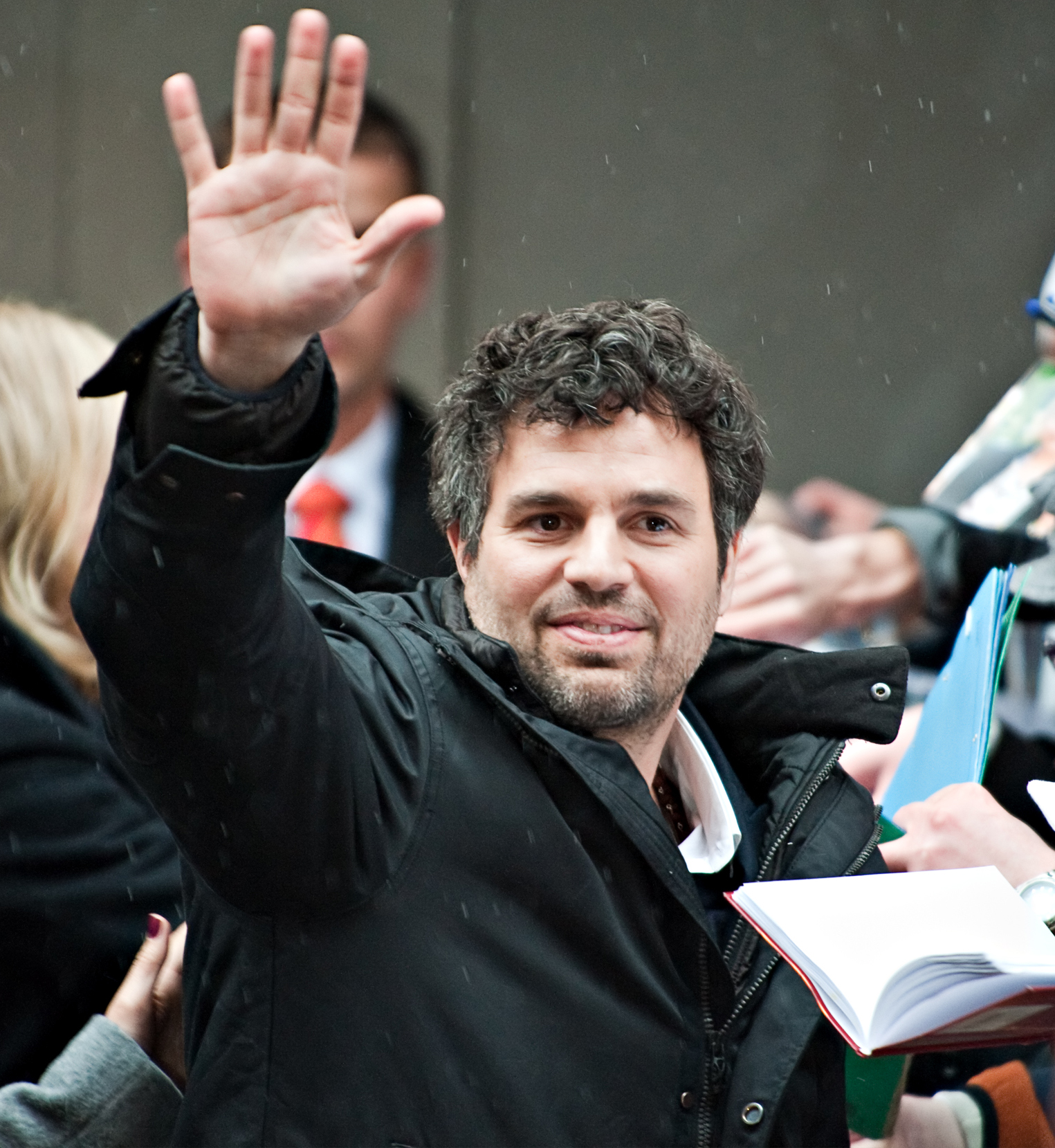
Ruffalo en el Festival Internacional de Cine de Berlín en febrero de 2010.

En 2000, Ruffalo ganó reconocimiento dentro de la industria del cine independiente protagonizando la película You Can Count On Me (2000), que recibió la aclamación de la crítica y lo hizo acreedor de distintas nominaciones a premios por su actuación, entre estos los Independent Spirit Awards. Ese mismo año, también protagonizó la serie de televisión The Beat, de la que se emitieron ocho episodios. En los años posteriores, vio éxito en taquilla con varias comedias románticas como Mi vida sin mí (2003), Eternal Sunshine of the Spotless Mind (2004), 13 Going on 30 (2004), Just like Heaven (2005) y Dicen por ahí... (2005), así como con el thriller psicológico Collateral (2004), que fue considerado uno de los mejores filmes de ese año. En 2006, actuó en la obra Awake and Sing!, musical de Broadway con el que obtuvo buenas críticas y una nominación a los premios Tony en la categoría de Mejor Actor de Reparto en una Obra de Teatro. Ruffalo apareció en otros filmes como Blindness (2008), What Doesn't Kill You (2008) y Sympathy for Delicious (2009), y su actuación recibió elogios de parte de la crítica.
En 2010, recibió la aclamación de la crítica por su actuación en la comedia romántica The Kids Are All Right (2010), con la cual fue nominado a los premios Óscar de 2011 en la categoría de Mejor Actor de Reparto. También fue nominado a los BAFTA, los SAG, los Gotham, los Independent Spirit y los Saturn en la misma categoría. Además de ello, actuó en las películas Shutter Island (2010) y Date Night (2010), las cuales fueron éxitos en taquilla.

### 2012-2019: Universo cinematográfico de Marvel y aclamación crítica

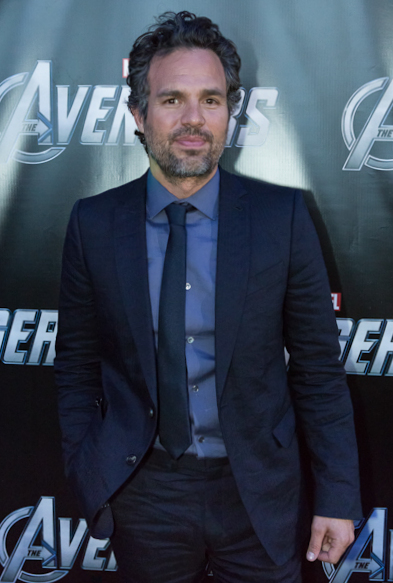
Ruffalo en el estreno de The Avengers en Toronto en abril de 2012.

En 2010, Marvel Studios había anunciado que Ruffalo interpretaría al personaje de Bruce Banner / Hulk en el Universo cinematográfico de Marvel, reemplazando a Edward Norton. De este modo, el actor debutó como dicho personaje al año siguiente protagonizando la película The Avengers (2012), que fue aclamada por la crítica y se convirtió en un éxito arrasador en taquilla, tras recaudar 1,5 mil millones de dólares, siendo la cinta más taquillera de 2012. Más tarde tendría una breve aparición en Iron Man 3 (2013), apareciendo en la escena postcréditos. De igual forma, protagonizó Now You See Me (2013) y Begin Again (2013), que fueron éxitos en taquilla, con la última siendo también elogiada por la crítica especializada.
En 2014, Ruffalo tuvo éxito simultáneamente en el cine y la televisión. Por un lado, protagonizó y fue el productor ejecutivo de The Normal Heart, una producción de HBO basada en el musical homónimo. Ruffalo recibió la aclamación de la crítica por su actuación y ganó el premio SAG como Mejor Actor de Televisión en Miniserie o Telefilme. También fue nominado a los Golden Globe Awards y los Critics' Choice. Asimismo, ganó como productor en los premios Emmy de 2014 en la categoría de Mejor Telefilme y estuvo nominado como Mejor Actor en Miniserie o Telefilme. En cuanto al cine, Ruffalo apareció en la película Foxcatcher (2014), que recibió elogios por parte de la crítica. Gracias a ello, obtuvo su segunda nominación a los premios Óscar, nuevamente en la categoría de Mejor Actor de Reparto. También protagonizó Infinitely Polar Bear (2014), con la que obtuvo una tercera nominación a los Golden Globe Awards, esta vez como Mejor Actor de Comedia o Musical.
En 2015, interpretó nuevamente a Hulk en Avengers: Age of Ultron (2015), que tuvo buenas críticas y recaudó 1,4 mil millones de dólares, que la convirtieron en la cuarta película más taquillera del año. Por otra parte, formó parte del elenco principal de Spotlight (2015), película que recibió la aclamación de la crítica y se coronó como Mejor Película en los premios Óscar de 2016. En dicha entrega, Ruffalo obtuvo su tercera nominación como Mejor Actor de Reparto. En conjunto con el reparto completo, ganó el premio al Mejor Reparto en los SAG y los Critics' Choice. En 2016, repitió su papel como el Agente Dylan Rhodes en Now You See Me 2 (2016), que superó en taquilla a su antecesora. Asimismo, narró el audiolibro Our Revolution: A Future to Believe In, escrito por Bernie Sanders. Gracias a ello, fue nominado a los premios Grammy en la categoría de Mejor Álbum Hablado.

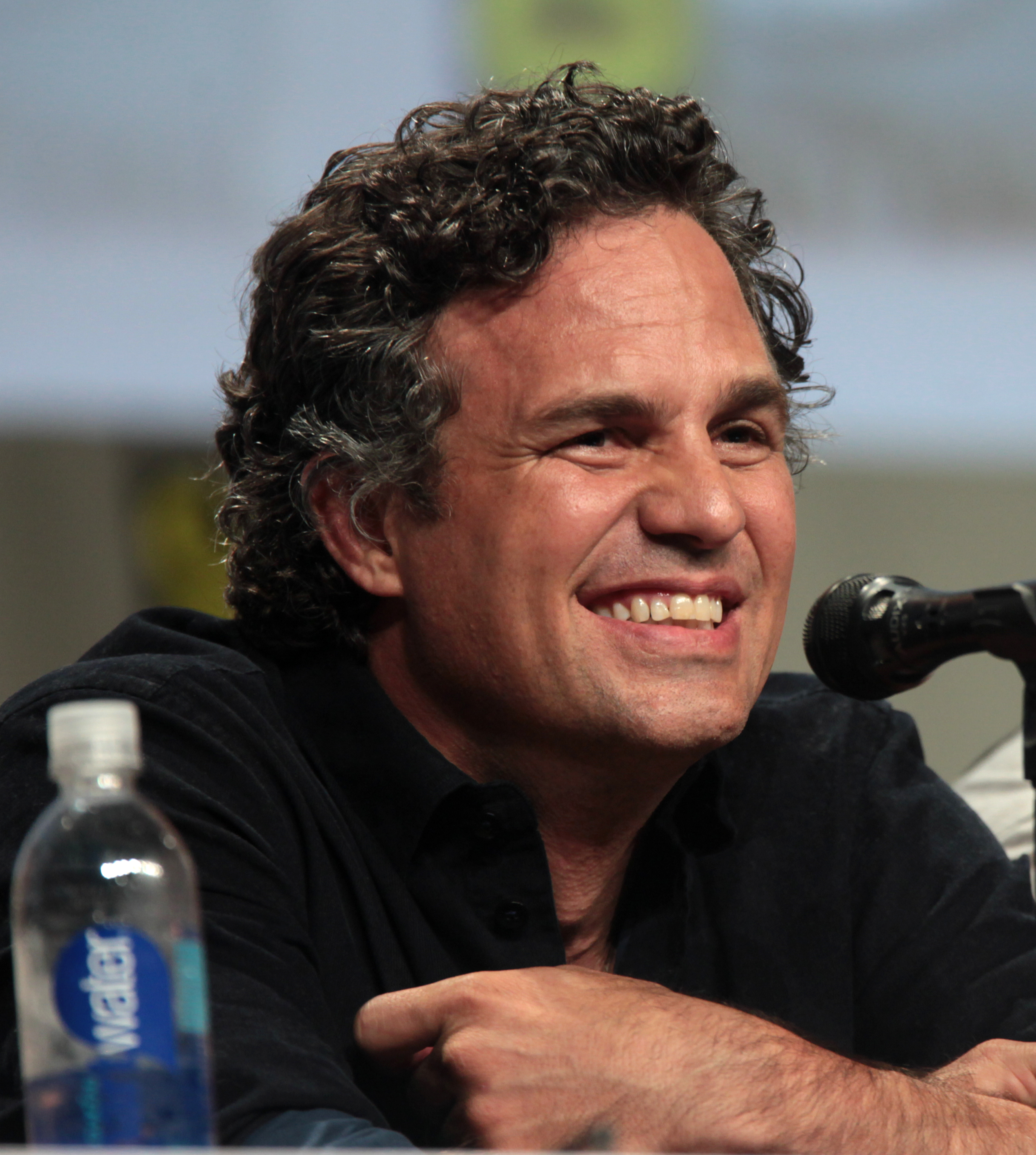
Ruffalo en la Comic-Con en julio de 2014.

En los años siguientes, Ruffalo se limitó solo a interpretar a Hulk en el Universo cinematográfico de Marvel, comenzando en 2017 con Thor: Ragnarok (2017), película que recibió la aclamación de la crítica y recaudó 854 millones de dólares en taquilla, con lo que fue la novena película más taquillera de 2017. Más tarde, protagonizó Avengers: Infinity War (2018), que fue bien recibida por la crítica y recaudó 2 mil millones de dólares en la taquilla, con lo que fue la película más exitosa de 2018. Tuvo una breve aparición en la escena postcréditos de Captain Marvel (2019) y posteriormente protagonizó Avengers: Endgame (2019), que recibió la aclamación de la crítica y se convirtió en la película más taquillera de todos los tiempos, con una recaudación de 2,7 mil millones de dólares. Culminado su trabajo en las películas de Marvel, Ruffalo protagonizó y produjo la película Dark Waters (2019), que obtuvo elogios de la crítica.

### 2020-actualidad: proyectos futuros
En 2020, Ruffalo protagonizó y fue productor ejecutivo de la miniserie I Know This Much Is True, su segunda producción en HBO. La crítica dio buenos comentarios en general sobre la serie, especialmente por la interpretación doble del actor como los gemelos Dominick y Thomas Birdsey. Gracias a dicha actuación, ganó su segundo Emmy en la categoría de Mejor Actor en Miniserie o Telefilme. También ganó su primer Golden Globe como Mejor Actor de Miniserie o Telefilme y fue nominado a los Critics' Choice y los SAG. Ruffalo dobló la voz de Hulk en la serie de televisión What If...? y posteriormente lo interpretó en She-Hulk. También dio vida al reportero Don Hewitt en la película Newsflash, la cual se centrará en los días previos y posteriores al asesinato de John F. Kennedy.
En 2022 fue uno de los protagonistas de la película de Netflix The Adam Project, y en 2023 se unió al reparto de la película de Yorgos Lanthimos Poor Things, que le valió su cuarta nominación a los Oscar. Por otro lado, interpretará por tercera ocasión al Agente Dylan Rhodes en Now You See Me 3, que se encuentra en fase y posproducción.

## Vida personal
Ruffalo inició una relación con la actriz Sunrise Coigney meses después de que ambos se conocieran en 1998 mientras caminaban por Los Ángeles. Ambos se comprometieron en 1999 y se casaron a inicios del 2000. La pareja tiene tres hijos; Keen (nacido en 2001), Bella Noche (nacida en 2005) y Odette (nacida en 2007). La familia completa reside en una casa ubicada en Manhattan, en la ciudad de Nueva York. De acuerdo con la revista Forbes, Ruffalo fue el vigésimo actor mejor pagado del 2017, con ingresos de 20 millones de dólares.
Después de culminar la filmación de The Last Castle (2001), Ruffalo fue diagnosticado con neurinoma del acústico, por lo que debió ser sometido a cirugía. Aunque el tumor fue removido, el actor sufrió de parálisis facial por poco más de un año y quedó completamente sordo de su oído izquierdo, condición de la que nunca se recuperó. Por otra parte, Scott, hermano del actor, recibió un disparo en la cabeza el 1 de diciembre de 2008 a las afueras de su casa en Beverly Hills que lo dejó en estado de coma. Scott falleció una semana después del incidente y su caso de asesinato aún sigue sin resolverse.
En 2014, Ruffalo se pronunció en contra de la Operación Margen Protector de Israel y tuiteó: «Israel destruye el hospital el-Wafa mientras el personal evacua a todos los pacientes». Después de recibir críticas por ese mensaje, respondió: «Lo siento, pensé que todos los seres humanos podíamos estar de acuerdo en que volar hospitales era algo que se pasa de la raya». En octubre de 2020, hablando con el periodista Mehdi Hasan, Ruffalo condenó la «guerra asimétrica» de Israel contra Palestina y argumentó que «no hay razón para que un aliado de Estados Unidos no deba cumplir los mismos estándares que cualquier otra nación».

## Filmografía
| Año  | Título                                    | Personaje            |
| ---- | ----------------------------------------- | -------------------- |
| 1994 | Mirror, Mirror II: Raven Dance            | Christian            |
| 1994 | There Goes My Baby                        | J.D.                 |
| 1995 | Mirror, Mirror III: The Voyeur            | Joey                 |
| 1996 | The Destiny of Marty Fine                 | Brett                |
| 1996 | Blood Money                               | Abogado              |
| 1996 | The Dentist                               | Steve Landers        |
| 1996 | The Last Big Thing                        | Brent Benedict       |
| 1998 | Safe Men                                  | Frank                |
| 1998 | 54                                        | Ricko                |
| 1999 | A Fish in the Bathtub                     | Joel                 |
| 1999 | Ride with the Devil                       | Alf Bowden           |
| 2000 | Puedes contar conmigo                     | Terry Prescott       |
| 2000 | Nena, olvídame                            | T-Bo                 |
| 2001 | The Last Castle                           | Yates                |
| 2001 | Apartment 12                              | Alex                 |
| 2002 | XX/XY                                     | Coles                |
| 2002 | Windtalkers                               | Soldado Pappas       |
| 2003 | Mi vida sin mí                            | Lee                  |
| 2003 | View from the Top                         | Ted Stewart          |
| 2003 | En carne viva                             | Detective Malloy     |
| 2004 | Ya no somos dos                           | Jack Linden          |
| 2004 | Eternal Sunshine of the Spotless Mind     | Stan Fink            |
| 2004 | 13 Going on 30                            | Matt Flamhaff        |
| 2004 | Collateral                                | Ray Fanning          |
| 2005 | Just Like Heaven                          | David Abbott         |
| 2005 | Dicen Por Ahí...                          | Jeff Daly            |
| 2006 | Todos los hombres del rey                 | Adam Stanton         |
| 2007 | Chicago 10                                | Jerry Rubin (voz)    |
| 2007 | Zodiac                                    | David Toschi         |
| 2007 | Reservation Road                          | Dwight Arno          |
| 2008 | Blindness                                 | Doctor               |
| 2008 | What Doesn't Kill You                     | Brian Reilly         |
| 2009 | The Brothers Bloom                        | Stephen Bloom        |
| 2009 | Donde viven los monstruos                 | Adrian               |
| 2009 | Sympathy for Delicious                    | Joe                  |
| 2010 | The Kids Are All Right                    | Paul Hatfield        |
| 2010 | Shutter Island                            | Chuck Aule           |
| 2010 | Date Night                                | Brad Sullivan        |
| 2011 | Margaret                                  | Gerald Maretti       |
| 2012 | The Avengers                              | Bruce Banner / Hulk  |
| 2013 | Now You See Me                            | Dylan Rhodes         |
| 2013 | Thanks for Sharing                        | Adam                 |
| 2013 | Iron Man 3                                | Bruce Banner / Hulk  |
| 2013 | Begin Again                               | Dan Mulligan         |
| 2014 | Foxcatcher                                | David Schultz        |
| 2014 | Infinitely Polar Bear                     | Cameron «Cam» Stuart |
| 2015 | Avengers: Age of Ultron                   | Bruce Banner / Hulk  |
| 2015 | Spotlight                                 | Michael Rezendes     |
| 2016 | Now You See Me 2                          | Dylan Rhodes         |
| 2017 | Thor: Ragnarok                            | Bruce Banner / Hulk  |
| 2018 | Avengers: Infinity War                    | Bruce Banner / Hulk  |
| 2019 | Captain Marvel                            | Bruce Banner / Hulk  |
| 2019 | Avengers: Endgame                         | Bruce Banner / Hulk  |
| 2019 | Dark Waters                               | Robert Bilott        |
| 2021 | Shang-Chi and the Legend of the Ten Rings | Bruce Banner / Hulk  |
| 2022 | The Adam Project                          | Louis Reed           |
| 2023 | Poor Things                               | Duncan Wedderburn    |
| 2025 | Mickey 17                                 | Hieronymous Marshall |
| 2026 | Spider-Man: Brand New Day                 | Bruce Banner / Hulk  |

| Año        | Título                      | Personaje                         | Notas                                    |
| ---------- | --------------------------- | --------------------------------- | ---------------------------------------- |
| 1989       | CBS Summer Playhouse        | Michael Dunne                     | 1 episodio                               |
| 1994       | Due South                   | Vinnie Webber                     | 1 episodio                               |
| 1997       | On the 2nd Day of Christmas | Bert                              | Telefilme                                |
| 1998       | Houdini                     | Theo                              | Telefilme                                |
| 2000       | The Beat                    | Zane Marinelli                    | 8 episodios                              |
| 2011       | Sesame Street               | Él mismo                          | 1 episodio                               |
| 2014       | The Normal Heart            | Alexander "Ned" Weeks             | Telefilme; también productor ejecutivo   |
| 2020       | I Know This Much Is True    | Dominick Birdsey / Thomas Birdsey | 6 episodios; también productor ejecutivo |
| 2021, 2024 | What If...?                 | Bruce Banner / Hulk               | Voz                                      |
| 2022       | She-Hulk: Attorney at Law   | Bruce Banner / Hulk               | 2 episodios                              |
| 2023       | All the Light We Cannot See | Daniel LeBlanc                    | 4 episodios                              |

## Premios y nominaciones
A lo largo de su carrera, Ruffalo ha obtenido cuatro nominaciones a los premios Óscar, todas en la categoría de Mejor Actor de Reparto, gracias a los filmes The Kids Are All Right (2010), Foxcatcher (2014), Spotlight (2015) y Pobres criaturas (2023). En los Golden Globe Awards, recibió un premio como Mejor Actor de Miniserie o Telefilme por I Know This Much Is True en 2021 y ha sido nominado en otras cuatro ocasiones, de las cuales tres fueron por actuación; Mejor Actor de Miniserie o Telefilme (The Normal Heart en 2015), Mejor Actor de Reparto (Foxcatcher en 2015) y Mejor Actor de Comedia o Musical (Infinitely Polar Bear en 2016). Fue igualmente nominado a Mejor Miniserie o Telefilme por producir The Normal Heart.
Por otra parte, ganó como productor en los premios Emmy de 2014 en la categoría de Mejor Telefilme gracias a The Normal Heart, además de haber sido nominado en la categoría de Mejor Actor en Miniserie o Telefilme por su actuación en dicho filme. En 2020 ganó su segundo Emmy en esta última categoría por su papel en la miniserie I Know This Much Is True. También fue nominado a los Independent Spirit Awards de 2001 como Mejor Actor por su interpretación en You Can Count On Me (2000). En 2018, fue nominado a los premios Grammy en la categoría de Mejor Álbum Hablado por ser el narrador del audiolibro Our Revolution: A Future to Believe In. En 2024, se le concedió una estrella en el Paseo de la Fama de Hollywood.